# Мувир (Шарканський район)
Муви́р (рос. Мувыр) — присілок у складі Шарканського району Удмуртії, Росія.

## Населення
Населення — 326 осіб (2010; 366 у 2002).
Національний склад станом на 2002:
- удмурти — 97 %

## Урбаноніми[3]
- вулиці — Дорожня, Зарічна, Зелена, Лісова, Молодіжна, Польова, Садова, Центральна, Шкільна